# T-10 (전차)
T-10 전차는 소련 육군이 제2차 세계 대전 말기에 개발해 냉전 시기 운용하던 중전차로, 이오시프 스탈린 전차의 마지막 전차이기도 하다. 개발 당시 명칭은 Obj 730이었으며, T-10 이전의 명칭은 IS-5(러시아어: ИС-5)였다. 명칭이 변경된 이유는 1953년 7월 이오시프 스탈린 사망 이후 소련에서 탈스탈린 정책을 채택했기 때문이다.. 원형은 1,539대가 생산되었고, 라이선스형이 총 8,000대 생산되었다.

## 같이 보기
- 이오시프 스탈린 전차
- 소련의 전차 목록